# Hans-Joachim Strauch
Hans-Joachim Strauch (* 4. Januar 1939 in Berlin; † 27. Mai 2025 ebenda) war ein deutscher Rechtswissenschaftler und Verwaltungsrichter.

## Leben
Nach dem Studium der Rechtswissenschaften sowie der Geschichte und Philosophie in Frankfurt a. M. war Strauch von 1965 bis 1971 an der Universität Gießen tätig. Parallel dazu trat er mit Wirkung vom 27. Februar 1969 in den höheren Dienst der hessischen Justiz als Assessor ein. Einige Zeit später wechselte er in die Verwaltungsgerichtsbarkeit, in der er mit Wirkung vom 14. März 1974 zum Richter am Verwaltungsgericht ernannt wurde und zunächst am Verwaltungsgericht Frankfurt am Main tätig war. Darüber hinaus schrieb Strauch an der Universität Gießen seine Dissertation Staatliche und akademische Prüfungsordnungen: verfassungsrechtliche Analyse eines Steuerungsinstruments, mit der er 1975 promoviert wurde. 1980 wechselte Strauch auch beruflich nach Gießen. Zum 1. Januar 1980 wurden in der Universitätsstadt zwei Auswärtige Kammern des Verwaltungsgerichtes Wiesbaden errichtet. Strauch war zunächst einer der beiden Vorsitzenden Richter. Mit Wirkung vom 1. Januar 1987 wurde aus diesen Auswärtigen Kammern das eigenständige Verwaltungsgericht Gießen, zu dessen Gründungspräsident Strauch ernannt wurde. 1991 wechselte er für zwei Jahre an das Bundesverwaltungsgericht. Da die hessische Verwaltungsgerichtsbarkeit beim Aufbau der Verwaltungsgerichtsbarkeit in Thüringen half, wechselte Strauch 1993 in den Geschäftsbereich der Thüringer Justiz. Mit Wirkung vom 27. Juli 1994 wurde er zum Präsident des neu geschaffenen Thüringer Oberverwaltungsgerichts in Weimar ernannt, wo er gleichzeitig den 1. Senat leitete. Von 1995 bis 2000 war er stellvertretendes Mitglied des Thüringer Verfassungsgerichtshofs. 2004 ging Strauch in den richterlichen Ruhestand.
Seit 1976 hatte er einen rechtswissenschaftlichen Lehrauftrag an der Universität Gießen inne, dem 1995 eine entsprechende Tätigkeit an der Universität Jena und 1999 auch an der Bauhaus-Universität Weimar folgte. 2003 wurde er Honorarprofessor an der Universität Jena. Er war ferner Herausgeber der Thüringer Verwaltungsblätter. Er forschte und publizierte zu Themen der Wissenschaftsfreiheit, zum Hochschulrecht, zum Prozessrecht, zum Außenwirtschafts- sowie zum Bau- und Planungsrecht. Darüber hinaus arbeitete er auch im Gebiet rechtstheoretischer Grundlagenforschung. Hierbei interessierten ihn Veränderungen in der Arbeitsweise des Richters durch den Einsatz von EDV.

## Publikationen
Bücher
- zusammen mit Walter Mallmann: Die Verfassungsgarantie der freien Wissenschaft. Die Verfassungsgarantie der freien Wissenschaft als Schranke der Gestaltungsfreiheit des Hochschulgesetzgebers. Bonn 1970 (Dokumente zur Hochschulreform ; 14)
- Aussenwirtschaftsrecht. Kommentar. begründet von Karl Strauch. Frankfurt am Main 1977 ff. (Loseblattausgabe).
- Staatliche und akademische Prüfungsordnungen. Verfassungsrechtliche Analyse eines Steuerungsinstruments. Von Decker, Heidelberg, Hamburg 1978 (zugleich Diss. jur. Gießen 1975), ISBN 978-3-7685-2978-5.
- Methodenlehre des gerichtlichen Erkenntnisverfahrens. Prozesse richterlicher Kognition. Alber, Freiburg im Breisgau 2017, ISBN 978-3-495-48807-2.
- Richterliche Urteilsfindung. Methoden und Praktiken. UTB, Stuttgart 2023 ISBN 978-3-8252-5933-4.

Beiträge
- Rechtsstaat und Verwaltungsgerichtsbarkeit. In: Der bürgerliche Rechtsstaat. Hrsg. von Mehdi Tohidipur. Frankfurt am Main 1978, S. 525–547.
- Die Öffentlichkeit und Mündlichkeit des Verwaltungsstreitverfahrens. Funktion und verfassungsrechtliche Grundlagen. In: Festschrift für Walter Mallmann. Hrsg. von Otto Triffterer und Friedrich von Zezschwitz. Baden-Baden 1978, S. 345–372.
- Walter Mallmann verstorben. In: Neue Juristische Wochenschrift 1983, S. 1532–1533.
- zusammen mit Christopher Gravert: Verwaltungsgerichtsbarkeit in Thüringen. In: Landes- und Kommunalverwaltung (LKV) 1996, S. 389–392.
- Bau- und Planungsrecht. In: Thüringer Staats- und Verwaltungsrecht. Hrsg. von Peter M. Huber. Stuttgart 2000, S. 349–400.
- Wie wirklich sehen wir die Wirklichkeit? Vom Nutzen des Radikalen Konstruktivismus für die juristische Theorie und Praxis. In: Juristenzeitung 2000, S. 1020–1029.
- Theorie-Praxis-Bruch – aber wo liegt das Problem? In: Rechtstheorie 32 (2001), S. 197–209.
- Stadt – Raum – Recht. In: Die europäische Stadt – Mythos und Wirklichkeit. Hrsg. von Dieter Hassenpflug. 2. Aufl. Münster 2002, S. 123–146.
- Die Bindung des Richters an Recht und Gesetz – eine Bindung durch Kohärenz In: Kritische Vierteljahresschrift für Gesetzgebung und Rechtswissenschaft (KritV) 2002, S. 311–333.
- 10 Jahre Verwaltungsgerichtsbarkeit in Thüringen – oder die Frage nach der Differenz. In: Thüringer Verwaltungsblätter 2003, S. 101–104.
- Grundgedanken einer Rechtsprechungstheorie. In: Thüringer Verwaltungsblätter 2003, S. 1–7.
- Rechtsprechungstheorie. Richterliche Rechtsanwendung und Kohärenz. In: Die Sprache des Rechts. Studien der Interdisziplinären Arbeitsgruppe Sprache des Rechts der Berlin-Brandenburgischen Akademie der Wissenschaften. Bd. 2: Recht verhandeln. Argumentieren, Begründen und Entscheiden im Diskurs des Rechts. Hrsg. von Kent D. Lerch. Berlin 2005, S. 479–520. Volltext.
- Wandel des Rechts durch juristische Datenbanken? In: Deutsches Verwaltungsblatt (DVBl.) 2007, S. 1000–1007.
- Litera, Bytes und Mustererkennung: Die Nutzung juristischer Datenbanken – Paradigmenwechsel in der Rechtsfindung mit unbekanntem Ausgang. In: Festschrift für Gerhard Käfer. Hrsg. von Helmut Rüßmann. Saarbrücken 2009, S. 387–412.